# Tricomaria usillo
Tricomaria es un género monotípico de plantas con flores  perteneciente a la familia Malpighiaceae. Su única especie:
Tricomaria usillo Hook. & Arn., es originaria de Argentina. 

## Descripción
Es un arbusto ramificado que alcanza hasta 2 m de altura. Las ramas y hojas son seríceas sin estipulas. La inflorescencia se produce en forma de flores solitarias o dicasios, los sépalos son glandulosos y los pétalos amarillos.

## Distribución y hábitat
Se encuentra en planicies arenosas en las partes secas y bajas de las provincias de Catamarca, La Rioja, Córdoba, Mendoza y San Luis en Argentina.

## Taxonomía
Tricomaria usillo fue descrita por  William Jackson Hooker & George Arnott Walker Arnott  y publicado en Botanical Miscellany  3: 157 - 158, en el año 1833.